# لجنة ممارسة الشعب الفلسطيني لحقوقه غير القابلة للتصرف
تأسست اللجنة المعنية بممارسة الشعب الفلسطيني لحقوقه غير القابلة للتصرف (CEIRPP) في 10 تشرين الثاني (نوفمبر) 1975 بموجب القرار رقم 3376 الصادر عن الجمعية العامة للأمم المتحدة من أجل صياغة  برنامج لتمكين الشعب الفلسطيني من ممارسة حقه غير القابل للتصرف في تقرير المصير والاستقلال الوطني والسيادة وحق اللاجئين الفلسطينيين في العودة.
في السنوات الأخيرة، طلبت الجمعية العامة من اللجنة رصد الحالة المتعلقة بقضية فلسطين وتقديم توصيات إلى الجمعية العامة ومجلس الأمن والأمين العام. وتواصل اللجنة الدعوة إلى إعمال حقوق الشعب الفلسطيني غير القابلة للتصرف، وتعزيز تسوية عادلة وسلمية للصراع الإسرائيلي الفلسطيني، وتعبئة المساعدة للفلسطينيين. وتدعم بقوة حل الدولتين، إسرائيل وفلسطين، تعيشان جنبًا إلى جنب داخل حدود آمنة ومعترف بها. وتعقد اللجنة اجتماعات ومؤتمرات دولية في مناطق مختلفة من العالم، تجمع بين ممثلي الحكومات والمنظمات الحكومية الدولية ومنظمات المجتمع المدني وكيانات منظومة الأمم المتحدة والأكاديميين ووسائط الإعلام وغيرهم.
مع توسع تفويض اللجنة، أنشأت الأمم المتحدة شعبة حقوق الفلسطينيين لتكون سكرتارية لها. يتألف المكتب من رئيس اللجنة وخمسة نواب للرئيس والمقرر.
بالاشتراك مع شعبة حقوق الفلسطينيين بالأمانة العامة للأمم المتحدة، تنظم اللجنة أنشطة تذكارية لليوم الدولي للتضامن مع الشعب الفلسطيني الذي يقام في 29 تشرين الثاني / نوفمبر من كل عام. يحتفل اليوم الدولي بذكرى اعتماد قرار الجمعية العامة رقم 181 (II) في عام 1947، والذي دعا إلى تقسيم فلسطين إلى دولتين: واحدة عربية والأخرى يهودية.

## أعضاء اللجنة والمراقبون
تتألف اللجنة من 26 دولة عضوًا و24 دولة مراقبة. الدول الأعضاء هي أفغانستان، بيلاروس، بوليفيا، كوبا، قبرص، غينيا، غيانا، الهند، إندونيسيا، جمهورية لاوس الديمقراطية الشعبية، مدغشقر، ماليزيا، مالي، مالطا، ناميبيا، نيكاراغوا، نيجيريا، باكستان، السنغال، سيراليون، جنوب أفريقيا، تونس، تركيا، أوكرانيا وفنزويلا. غادرت أوكرانيا اللجنة في يناير 2020.
المراقبون في اجتماعات اللجنة هم: الجزائر، بنغلاديش، بلغاريا، الصين، مصر، العراق، الأردن، الكويت، لبنان، ليبيا، موريتانيا، المغرب، النيجر، قطر، المملكة العربية السعودية، سري لانكا، الجمهورية العربية السورية، الإمارات العربية المتحدة، فيتنام واليمن، وكذلك الاتحاد الأفريقي، وجامعة الدول العربية، ومنظمة المؤتمر الإسلامي ودولة فلسطين.

## روابط خارجية
- اللجنة المعنية بممارسة الشعب الفلسطيني لحقوقه غير القابلة للتصرف ، صفحة ويب الأمم المتحدة
- الأمم المتحدة: الحل السياسي الواضح للقيادة الإسرائيلية والفلسطينية هو الوحيد الذي يمكن أن يستأنف عملية السلام ، كما قال الأمين العام للجنة الحقوق الفلسطينية